# Drawa nationalpark
Drawa nationalpark ligger i nordvästra Polen i avrinningsområdet av floden Drawa. Regionen är ett lågland som bildades som sandur vid slutet av senaste istiden.
I nationalparken förekommer en urskogsliknande växtlighet som 1974 fick status som naturskyddsområde. Året 1985 var alla dokument som krävdes för att godkänna området som nationalpark inlämnade men det dröjde till 1990 tills den blev invigd.
Förutom floden Drawa och bifloden Płociczna förekommer 20 större insjöar i nationalparken. De flesta av dessa sjöar är näringsrika eller måttlig näringsrika (eutrof respektive mesotrof). Ett undantag är sjön Czarne som är en meromiktisk vattensamling. Skogarna varierar i området. Några domineras av bok, andra av al och de mera torra av tall.